# قائمة الهجمات الصاروخية الفلسطينية على إسرائيل 2017
فيما يلي قائمة بهجمات الصواريخ وقذائف الهاون على إسرائيل في عام 2017.. أفاد الجيش الإسرائيلي عن إطلاق 35 صاروخا وقذيفة هاون من قطاع غزة في عام 2017، الغالبية العظمى منها في ديسمبر.
في أغسطس 2014، انتهت الحرب على غزة 2014 بعد إطلاق 4594 صاروخًا وقذيفة هاون باتجاه إسرائيل. منذ نهاية العملية دخل حيز التنفيذ وقف غير رسمي لإطلاق النار بين إسرائيل وحماس.

## فبراير
6 فبراير
حوالي الساعة 9 صباحًا، أُطلق صاروخ واحد من غزة على إسرائيل. سقط داخل إسرائيل في منطقة مفتوحة في المجلس الإقليمي حوف عسقلان.
8 فبراير
حوالي الساعة 11 مساءً، تم إطلاق وابل من الصواريخ من سيناء على إسرائيل. اعترض نظام دفاع القبة الحديدية ما لا يقل عن 3 صواريخ فوق إيلات.
20 فبراير
حوالي الساعة 10 صباحًا، أُطلق صاروخان من سيناء على إسرائيل. سقطا داخل إسرائيل في منطقة مفتوحة في مجلس إشكول الإقليمي.
27 فبراير
حوالي الساعة 13:00 ظهرًا، أُطلق صاروخ واحد من غزة على إسرائيل. سقط داخل إسرائيل في منطقة مكشوفة في النقب.

## مارس
15 مارس
حوالي الساعة 10 مساءً، أُطلق صاروخ واحد من غزة على إسرائيل، سقط داخل إسرائيل في منطقة مكشوفة في النقب.
18 مارس
حوالي الساعة 10 صباحًا، أُطلق صاروخان من غزة على إسرائيل. سقط أحدهما في غزة، وسقط الآخر داخل إسرائيل في منطقة مفتوحة في مجلس حوف أشكلون الإقليمي.

## أبريل
10 أبريل
قرابة الساعة الثالثة مساءً، أُطلق صاروخ واحد من سيناء على إسرائيل. سقط داخل إسرائيل في منطقة مفتوحة في مجلس إشكول الإقليمي.

## مايو
23 مايو
قرابة الساعة الثامنة صباحًا، أُطلق صاروخ واحد من سيناء على إسرائيل. سقط داخل إسرائيل في منطقة مكشوفة في النقب.

## يونيو
26 يونيو
حوالي الساعة 11 مساءً، أُطلق صاروخ واحد من غزة على إسرائيل. سقط داخل إسرائيل في منطقة مفتوحة في مجلس شاعر هنيغف الإقليمي.

## يوليو
23 يوليو
قرابة الساعة الواحدة صباحًا، أُطلق صاروخ واحد من غزة باتجاه إسرائيل. سقط داخل إسرائيل في منطقة مفتوحة في مجلس شاعر هنيغف الإقليمي.
24 يوليو
قرابة الساعة الواحدة صباحًا، أُطلق صاروخ واحد من غزة باتجاه إسرائيل. سقط داخل إسرائيل في منطقة مفتوحة في مجلس إشكول الإقليمي.

## أغسطس
8 أغسطس
في تقرير صادر في أغسطس عن الشاباك، جاء فيه أنه في أغسطس كان هناك هجوم صاروخي واحد من غزة.
حوالي الساعة 9 مساءً، أُطلق صاروخ واحد من غزة على إسرائيل. سقط داخل إسرائيل في منطقة مكشوفة بالقرب من مدينة عسقلان.

## أكتوبر
في تقرير صادر في أغسطس عن الشاباك، جاء فيه أنه في أكتوبر كان هناك هجوم صاروخي واحد من سيناء.

## نوفمبر
30 نوفمبر
حوالي الساعة 6:30 مساءً، تم إطلاق وابل من 12 قذيفة هاون من غزة على القوات الإسرائيلية بالقرب من حدود غزة. ورد الجيش الإسرائيلي بضرب مواقع حماس. وأشارت تقديرات الجيش الإسرائيلي في وقت لاحق إلى أن حركة الجهاد الإسلامي الفلسطينية أطلقت قذائف الهاون.

## ديسمبر
7 ديسمبر
وجّه رئيس المكتب السياسي لحركة حماس إسماعيل هنية دعوات لانتفاضة ثالثة وإنهاء مسار أوسلو وعملية السلام عقب إعلان الولايات المتحدة القدس عاصمة لإسرائيل، حسبما أفادت تقارير إعلامية بإطلاق 7 صواريخ من غزة على إسرائيل. سقطت الأولى داخل إسرائيل في منطقة مفتوحة بالقرب من مدينة عسقلان. ورد الجيش الإسرائيلي بضرب مواقع حماس.
8 ديسمبر
حوالي الساعة 7 مساءً، أُطلقت 4 صواريخ من غزة باتجاه إسرائيل، وسقط صاروخ واحد في غزة، واعترض نظام القبة الحديدية صاروخ واحد وسقط صاروخان في مدينة سديروت مما تسبب في أضرار. ورد الجيش الإسرائيلي بضرب مواقع حماس مما أسفر عن استشهاد عضوين من حماس وإصابة 25 فلسطينيا آخر.
11 ديسمبر
في حوالي الساعة 7 مساءً، تم إطلاق 4 صواريخ من غزة باتجاه إسرائيل، وسقط صاروخان على مسافة قصيرة في غزة، وسقط صاروخان في مناطق مفتوحة بالقرب من السياج الحدودي. ورد الجيش الإسرائيلي بضرب مواقع حماس.
حوالي الساعة 11:30 مساءً، تم إطلاق صاروخ واحد من غزة باتجاه إسرائيل وتم اعتراضه من قبل القبة الحديدية. ورد الجيش الإسرائيلي بضرب مواقع حماس.
12 ديسمبر
حوالي الساعة 7 مساءً، تم إطلاق صاروخ واحد من غزة باتجاه إسرائيل، وسقط على مسافة قصيرة في غزة.
حوالي الساعة 11 مساءً، تم إطلاق صاروخ واحد من غزة باتجاه إسرائيل، وسقط في منطقة مفتوحة في المجلس الإقليمي حوف عسقلان، ولم يسفر ذلك عن أضرار أو إصابات. ورد الجيش الإسرائيلي بضرب مواقع حماس.
13 ديسمبر
حوالي الساعة 8:30 مساءً، تم إطلاق 4 صواريخ من غزة باتجاه إسرائيل، وتم اعتراض صاروخين من قبل القبة الحديدية، وسقط صاروخ واحد في منطقة مفتوحة في مجلس إشكول الإقليمي، وسقط صاروخ واحد في غزة. ورد الجيش الإسرائيلي بضرب مواقع حماس.
15 ديسمبر
أُطلق صاروخ من غزة، لكنه أصاب مبنى سكني داخل غزة.
17 ديسمبر
قرابة الساعة 9 مساءً، سقط صاروخان أطلقا من غزة باتجاه إسرائيل في مجلس حوف عسقلان الإقليمي مما أدى إلى إلحاق أضرار بمنزل. ورد الجيش الإسرائيلي بضرب 6 مواقع لحركة حماس.
21 ديسمبر
أفاد منسق أعمال الحكومة في "المناطق" يوم 21، أن قذيفة هاون أطلقت باتجاه إسرائيل من غزة أصابت منزلا مدنيا في قطاع غزة.
29 ديسمبر
قرابة الساعة 12 ظهرًا، أُطلقت 3 صواريخ من غزة باتجاه إسرائيل، واعتراضت القبة الحديدية اثنين، وسقط صاروخ واحد في منطقة ناحال عوز وألحق أضرارًا بمبنى عام. وقدر الجيش الإسرائيلي أن قذائف الهاون أطلقتها حركة الجهاد الإسلامي الفلسطينية.